# Chirbat Tin Mahmud
Chirbat Tin Mahmud (arab. خربة تين محمود) – wieś w Syrii, w muhafazie Hims. W 2004 roku liczyła 866 mieszkańców.